# British Railways Board
Pour les articles homonymes, voir BRB.
Le British Railways Board (BRB) était l'organe de direction des British Railways (devenus ensuite British Rail) de 1962 jusqu'à sa privatisation dans les années 1990.

## Histoire
Le BRB fut créé par la loi sur les transports (Transport Act) de 1962 par le gouvernement conservateur de Harold Macmillan pour  assumer les responsabilités dans le domaine ferroviaire de la commission britannique du transport (British Transport Commission), dissoute à la même époque.  Il a assuré le contrôle de British Railways/British Rail depuis le 1er janvier 1963 jusqu'à la privatisation menée par le gouvernement conservateur de John Major dans le cadre de la loi sur les chemins de fer (Railway Act) de 1993.  Il a survécu sous une forme résiduelle, (BRB (Residuary) Ltd), filiale à 100 % de la Strategic Rail Authority (SRA).  Par l'intermédiaire de sa filiale, Rail Property Ltd, il conserve la charge du domaine ferroviaire non affecté à l'exploitation, par exemple l'assiette des lignes fermées dans le cadre du programme Beeching Axe.
Le British Railways Board conserve également une grande quantité d'archives sur les chemins de fer, sous forme de documents, de cartes, de films et de photographies, remontant avant la nationalisation.  Lors de la privatisation dans les années 1990, celles-ci furent distribuées à divers organismes : les films allèrent au British Film Institute à Londres, les photographies au musée national des chemins de fer (National Railway Museum, NRM) à York, et la plupart des papiers au Public Record Office.